# Homme fort (hockey sur glace)
« Goon » redirige ici. Pour les autres significations, voir Goon (film).
 (novembre 2011).
Si vous disposez d'ouvrages ou d'articles de référence ou si vous connaissez des sites web de qualité traitant du thème abordé ici, merci de compléter l'article en donnant les références utiles à sa vérifiabilité et en les liant à la section « Notes et références ».
Un homme fort ou goon (en anglais : enforcer) est au hockey sur glace un joueur spécialisé dans le jeu physique.

## Description
L'homme fort a comme rôle de défendre ses coéquipiers et de faire peur à l'autre équipe, un homme fort qui ne se bat pas ou qui perd ses combats n'est d'aucune utilité pour l'équipe car le joueur marque rarement des buts. Quelquefois, contre des équipes plus physiques, les goons sont d'une grande utilité pour calmer les ardeurs des adversaires et éviter les blessures de leurs coéquipiers. 
L'homme fort joue souvent sur une ligne physique soit la 3e ou 4e.